# Étrépilly, Aisne
Étrépilly là một xã ở tỉnh Aisne, vùng Hauts-de-France thuộc miền bắc nước Pháp.